# Leichtathletik-Länderkämpfe mit bundesdeutscher Beteiligung 1987
| Leichtathletik-Länderkämpfe mit bundesdeutscher Beteiligung 1987  | Leichtathletik-Länderkämpfe mit bundesdeutscher Beteiligung 1987 | Leichtathletik-Länderkämpfe mit bundesdeutscher Beteiligung 1987 | Leichtathletik-Länderkämpfe mit bundesdeutscher Beteiligung 1987 |
| ----------------------------------------------------------------- | ---------------------------------------------------------------- | ---------------------------------------------------------------- | ---------------------------------------------------------------- |
|                                                                   |                                                                  |                                                                  |                                                                  |
| 1./2. Länderkampf 1987, Werfer (Männer): BGR – FRG / FRG – HUN    |                                                                  |                                                                  |                                                                  |
| Plowdiw 16. Mai 1987                                              | Plowdiw 16. Mai 1987                                             | 1. FRG 2. BGR                                                    | 54 P 34 P                                                        |
| Plowdiw 16. Mai 1987                                              | Plowdiw 16. Mai 1987                                             | 1. FRG 2. HUN                                                    | 53 P 35 P                                                        |
| 3./4. Länderkampf 1987, Werfer (Frauen): BGR – FRG / FRG – HUN    |                                                                  |                                                                  |                                                                  |
| Plowdiw 16. Mai 1987                                              | Plowdiw 16. Mai 1987                                             | 1. BGR 2. FRG                                                    | 40 P 25 P                                                        |
| Plowdiw 16. Mai 1987                                              | Plowdiw 16. Mai 1987                                             | 1. FRG 1. HUN                                                    | 33 P                                                             |
| 5. Länderkampf 1987, Männer: FRG – SWE – SUI – HUN                |                                                                  |                                                                  |                                                                  |
| Lüdenscheid 18. Juni 1987                                         | Lüdenscheid 18. Juni 1987                                        | 1. FRG 2. HUN 3. SWE 4. SUI                                      | 247 P 166 P 153 P 139 P                                          |
| 6. Länderkampf 1987, Frauen: FRG – SWE – SUI – HUN                |                                                                  |                                                                  |                                                                  |
| Lüdenscheid 18. Juni 1987                                         | Lüdenscheid 18. Juni 1987                                        | 1. FRG 2. HUN 3. SUI 4. SWE                                      | 206 P 138 P 103 P 76 P                                           |
| 7. Länderkampf 1987, Männer: FRA – FRG – POL                      |                                                                  |                                                                  |                                                                  |
| Versailles 27. Juni 1987                                          | Versailles 27. Juni 1987                                         | 1. FRG 2. FRA 3. POL                                             | 166 P 150 P 93 P                                                 |
| 8. Länderkampf 1987, Frauen: FRA – FRG – POL                      |                                                                  |                                                                  |                                                                  |
| Versailles 27. Juni 1987                                          | Versailles 27. Juni 1987                                         | 1. FRG 2. FRA 3. POL                                             | 139,5 P 120,5 P 66,0 P                                           |
| 9. Länderkampf 1987, Zehnkampf (Männer): URS – FRG                |                                                                  |                                                                  |                                                                  |
| Tallinn 16./17. Juli 1987                                         | Tallinn 16./17. Juli 1987                                        | 1. URS 2. FRG                                                    | 36.965 P 35.205 P                                                |
| 10. Länderkampf 1987, Siebenkampf (Frauen): URS – FRG             |                                                                  |                                                                  |                                                                  |
| Tallinn 16./17. Juli 1987                                         | Tallinn 16./17. Juli 1987                                        | 1. URS 2. FRG                                                    | 29.526 P 25.616 P                                                |
| 11. Länderkampf 1987, Straßenlauf (Männer): NLD – FRG – FRA – SUI |                                                                  |                                                                  |                                                                  |
| Winschoten 25. Juli 1987                                          | Winschoten 25. Juli 1987                                         | 1. FRA 2. NLD 3. FRG 4. SUI                                      | 5:01:19 h 5:04:15 h 5:04:30 h 5:11:11 h                          |
| 12. Länderkampf 1987, Straßenlauf (Frauen): NLD – FRG – FRA – SUI |                                                                  |                                                                  |                                                                  |
| Winschoten 25. Juli 1987                                          | Winschoten 25. Juli 1987                                         | 1. FRA 2. SUI 3. FRG 4. NLD                                      | 2:32:00 h 2:33:36 h 2:34:57 h 2:35:15 h                          |
| 13. Länderkampf 1987, Männer U22: POL – FRG – ESP – CSK           |                                                                  |                                                                  |                                                                  |
| Krakau 8. August 1987                                             | Krakau 8. August 1987                                            | 1. POL 2. FRG 3. ESP 4. CSK                                      | 200,0 P 184,0 P 152,5 P 122,5 P                                  |
| 14. Länderkampf 1987, Frauen U22: POL – FRG – GBR – ESP           |                                                                  |                                                                  |                                                                  |
| Krakau 8. August 1987                                             | Krakau 8. August 1987                                            | 1. GBR 2. POL 3. FRG 4. ESP                                      | 157,0 P 143,5 P 121,5 P 53,0 P                                   |
| 15. Länderkampf 1987, Geher (Männer): FRG – POL – CSK – HUN – USA |                                                                  |                                                                  |                                                                  |
| Fürth 8. August 1987                                              | Fürth 8. August 1987                                             | 1. POL 2. HUN 3. CSK 4. FRG 5. USA                               | 66 P 60 P 44 P 40 P 32 P                                         |
| 16. Länderkampf 1987, Geher (Frauen): FRG – POL – CSK – HUN – USA |                                                                  |                                                                  |                                                                  |
| Fürth 8. August 1987                                              | Fürth 8. August 1987                                             | 1. HUN 2. USA 3. FRG 4. POL 5. CSK                               | 36 P 35 P 23 P 21 P 6 P                                          |
| 17. Länderkampf 1987, Geher (Männer): FRA – FRG – GBR             |                                                                  |                                                                  |                                                                  |
| Osny 26. September 1987                                           | Osny 26. September 1987                                          | 1. FRA 2. GBR 3. FRG                                             | 37 P 28 P 27 P                                                   |
| 18. Länderkampf 1987, Geher (Frauen): FRA – FRG – GBR             |                                                                  |                                                                  |                                                                  |
| Osny 26. September 1987                                           | Osny 26. September 1987                                          | 1. GBR 2. FRA 3. FRG                                             | 17 P 15 P 14 P                                                   |
| Chronik                                                           |                                                                  |                                                                  |                                                                  |
| ← Länderkämpfe 1986                                               | ← Länderkämpfe 1986                                              | Länderkämpfe 1988 →                                              | Länderkämpfe 1988 →                                              |

Im Jahr 1987 wurden achtzehn Leichtathletikländerkämpfe mit bundesdeutscher Beteiligung in sechzehn Veranstaltungen ausgetragen. Das war ein Vergleich weniger als im Vorjahr. Die größte Anzahl von 27 Begegnungen hatte es 1974 gegeben.
Nicht berücksichtigt sind Veranstaltungen wie der sogenannte „Lugano-Cup“, ein Weltcup der Geher unter dem Dach des Weltleichtathletikverbands (früher: IAAF), der ab 1965 unter Regie des Europäischen Leichtathletikverbands durchgeführte Leichtathletik-Europacup sowie ähnliche Events. Hier handelt es sich um Veranstaltungen, die als eigene Wettbewerbe ähnlich wie auch der Leichtathletik-Continentalcup (ab 1987) und der Geher-Europacup (ab 1996) außerhalb der üblichen Länderkämpfe durchgeführt wurden.
Aufgeführt sind hier die Länderkämpfe bundesdeutscher Leichtathleten. Die Sportler der DDR führten nach der deutschen Teilung im Jahr 1949 eigene Veranstaltungen durch.
Nur noch sechs der Vergleiche in dieser Saison bestanden aus dem allgemeinen leichtathletischen Programm, wobei zwei davon speziell für die Altersgruppe der unter 22-jährigen Athleten reserviert waren. Die Tendenz im Länderkampfprogramm ging dahin, mehr und mehr Vergleiche in Teilbereichen der Leichtathletik auszutragen, was hier in zwölf Fällen zutraf. Dort standen die Wettbewerbsbereiche Werfen (4 Vergleiche), Gehen (4), Mehrkampf (2), Straßenlauf (2) auf dem Programm. Männer und Frauen bestritten je neun Begegnungen. In der weitaus überwiegenden Mehrzahl hatten zuvor die Männer mehr Länderkämpfe ausgetragen als die Frauen.
Von den Frauenbegegnungen fanden drei als Veranstaltungen allgemeiner leichtathletischer Disziplinen statt, darunter ein U-22-Vergleich. Je zwei gab es im Gehen und Werfen sowie je eine im Straßenlauf und Siebenkampf.
Ebenfalls drei der Männerbegegnungen waren Wettkämpfe mit den allgemeinen leichtathletischen Disziplinen, darunter auch hier ein U-22-Vergleich. Je zwei Länderkämpfe wurden von den Gehern und Werfern bestritten sowie je einer von den Straßenläufern und Zehnkämpfern. So kam es zum ersten Mal bei Frauen und Männern zu einer identischen Verteilung der Formate von Länderkämpfen.

## Saisonhöhepunkt
In diesem Jahr standen vor allem die vom 28. August bis 6. September in Rom ausgetragenen zweiten Weltmeisterschaften im Saisonmittelpunkt. Das Abschneiden des bundesdeutschen Teams war mit einer Silber- und zwei Bronzemedaillen stark enttäuschend. In der Medaillenwertung bedeutete das Rang achtzehn. Bei den vorausgegangenen Weltmeisterschaften 1983 in Helsinki hatte das bundesdeutsche Team noch zwei WM-Titel und sechs weitere Medaillen gewonnen, womit sie Platz fünf in der Medaillenwertung erreicht hatten.
Außerdem gab es 1987 auch wieder einen Europacup, der für Frauen und Männer gemeinsam am 27./28. Juni in Prag ausgetragen wurde. Die Frauen verbesserten sich dort vom zuvor siebten auf den vierten Platz. Auch die Männer wurden Vierte, verschlechterten sich aber gegenüber 1985 um einen Rang. Die Abstände zu den Spitzenmannschaften waren groß, bei den Frauen fehlten 42 Punkte zur siegreichen DDR, die Männer lagen am Ende 29 Punkte hinter den Gewinnern aus der Sowjetunion.

## Bilanz
In der Saison 1987 gab es für die bundesdeutschen Männer in ihren neun Länderkämpfen mit fünf Niederlagen dieselbe Anzahl verlorener Vergleiche wie im Vorjahr und drei weniger als 1974, dem Jahr mit den meisten Niederlagen, in dem es allerdings neun Länderkämpfe mehr gegeben hatte als 1987:
- Zehnkampf-Vergleich gegen die Sowjetunion am 16./17. Juli in Tallinn
- Straßenlauf-Vergleich gegen Frankreich, die Niederlande und die Schweiz am 25. Juli in Winschoten (Platz drei hinter Frankreich und den Niederlanden)
- U-22-Ländervergleich gegen Polen, Spanien und die Tschechoslowakei am 8. August in Krakau (Platz zwei hinter Polen)
- Geher-Vergleich gegen Polen, die Tschechoslowakei, Ungarn und die USA am 8. August in Fürth (Platz vier hinter Polen, Ungarn und der Tschechoslowakei)
- Geher-Vergleich gegen Frankreich und Großbritannien am 26. September in Osny (Platz drei hinter Frankreich und Großbritannien)

Die vier weiteren Männerbegegnungen entschieden die bundesdeutschen Athleten für sich. Die Siege resultierten aus zwei Begegnungen mit dem allgemeinen leichtathletischen Programm und aus zwei Vergleichen der Werfer.
Damit wiesen die Männer wie 1976, 1977, 1979, 1980 und 1982 eine negative Bilanz auf. Am Ende der Saison hatte die bundesdeutsche Mannschaft in ihren nun insgesamt 428 Vergleichen 302 Siege und vier Unentschieden erzielt sowie 122 Niederlagen erlitten.
Die Frauen mussten in ihren neun Länderkämpfen sogar sechs Niederlagen hinnehmen, das war bei einem Vergleich mehr noch einmal eine mehr als im Vorjahr. Folgende Länderkämpfe der Frauen gingen verloren:
- Werfer-Vergleich gegen Bulgarien am 16. Mai in Plowdiw
- Siebenkampf-Vergleich gegen die Sowjetunion am 16./17. Juli in Tallinn
- Straßenlauf-Vergleich gegen die Niederlande, Frankreich und die Schweiz am 25. Juli in Winschoten (Platz drei hinter Frankreich und der Schweiz)
- U-22-Ländervergleich gegen Polen, Großbritannien und Spanien am 8. August in Krakau (Platz drei hinter Großbritannien und Polen)
- Geher-Vergleich gegen Polen, die Tschechoslowakei, Ungarn und die USA am 8. August in Fürth (Platz drei hinter Ungarn und USA)
- Geher-Vergleich gegen Frankreich und Großbritannien am 26. September in Osny (Platz drei hinter Großbritannien und Frankreich)

Darüber hinaus gab es noch ein Unentschieden:
- Werfer-Vergleich gegen Ungarn am 16. Mai in Plowdiw

Lediglich die beiden weiteren Frauenbegegnungen entschieden die bundesdeutschen Athletinnen für sich. Der Siege wurden erzielt in den beiden Länderkämpfen mit dem allgemeinen leichtathletischen Programm:
- Ländervergleich gegen Schweden, die Schweiz und Ungarn am 18. Juni in Lüdenscheid
- Ländervergleich gegen Frankreich und Polen am 27. Juni in Versailles

Die Bilanz war bei sechs Niederlagen, einem Remis und zwei Siegen deutlich negativ.
Damit hatten die deutschen Frauen seit 1928 in nun 200 Aufeinandertreffen insgesamt 117 Siege errungen, zwei Unentschieden erzielt und 81 Niederlagen hinnehmen müssen.
In der Gesamtsumme aller ihrer Länderkämpfe hatten die deutschen Leichtathleten von 628 Vergleichen 419 gewonnen, 203 verloren und sechs Unentschieden erzielt. 54 der Niederlagen stammten dabei aus 32 zweiten Plätzen, siebzehn dritten, drei vierten und einem fünften Rang sowie einer Platzierung ohne Wertung hinter vier Gegnerteams in Begegnungen mit mehr als zwei Nationen.

## Bedeutung der Länderkämpfe in der Leichtathletik
Der Stellenwert von Länderkämpfen war in den letzten Jahren erheblich gesunken, daran hatte sich auch 1987 nichts geändert. Die Konkurrenz anderer Veranstaltungen war groß und sollte weiter wachsen. In den vergangenen Jahren waren neue Wettkampfformen hinzugekommen wie der oben schon genannte Europacup und der Weltcup (später Continentalcup). Außerdem gab es Europa- und Weltcupveranstaltungen für Teildisziplinen der Leichtathletik wie dem Gehen (Lugano-Cup) und dem Mehrkampf, die mehr Aufmerksamkeit auf sich zogen als die früher hoch im Kurs stehenden Länderkämpfe. Die Bedeutung einzelner Sportfeste, die für die Sportler im Hinblick auf Prämien für den Antritt, für Siege und für Rekorde immer lukrativer wurden, nahm sukzessive zu. Hier sind unter anderem Events wie Weltklasse Zürich, ISTAF Berlin, ASV-Sportfest Köln oder Sportfeste in Stockholm, Oslo, Monaco, … zu nennen, die später als IAAF Super Grand Prix, IAAF Golden League und Diamond League noch erheblich bedeutsamer wurden.
So wurden in den 1950er, 1960er und beginnenden 1970er Jahren Länderkämpfe noch teilweise als Live-Sendung im Fernsehen übertragen, was danach nicht mehr der Fall war, weil die Aufmerksamkeit in der Leichtathletik auf andere oben genannte Bereiche überging. Die Gewichtung sollte sich in den kommenden Jahren noch viel mehr auf Veranstaltungen verschieben, in denen der Fokus stärker auf die Einzelsportler und Staffeln gerichtet war. Länderkämpfe und Ländervergleiche auch in Form von Europacup und Weltcup spielten dabei abgesehen von der Beachtung durch ein Fachpublikum eine in den kommenden Jahren zunehmend untergeordnete Rolle. Neben bestimmten klassischen Sportfesten mit hohen Prämien ragten dabei vor allem die Wettbewerbe bei Olympischen Spielen, Europameisterschaften und ab 1983 bei Weltmeisterschaften heraus.
Die Anzahl der Länderkämpfe blieb allerdings weiter auf dem hohen Level der Jahre, in denen diese Vergleiche eine große Rolle spielten. Die Verbände suchten allerdings andere Formen mittels Veranstaltungen mit eingeschränkten Teilbereichen und Begegnungen mit mehreren Gegnern gleichzeitig, die an einem Tag durchgeführt wurden. So gab es keinen einzigen der früher klassischen Zweiländerkämpfe mit dem allgemeinen leichtathletischen Programm. Häufig kam es zu einer Besetzung der Wettbewerbe durch Teilnehmer aus der zweiten Reihe. Einerseits sollten die Toppathleten nicht überbelastet werden, andererseits hatten die Sportler aus dem Spitzenbereich auch kein Interesse an diesen Wettkämpfen, in denen es keine finanziellen Anreize gab und die auf kein allzu großes Öffentlichkeitsinteresse stießen. Außer den Mehrkampf-Begegnungen wurden alle Länderkämpfe, darunter auch die Vergleiche mit dem allgemeinen leichtathletischen Programm ausschließlich eintägig veranstaltet.

## Verschiedene Formen von Länderkämpfen
Es gab weiterhin eine Reihe verschiedener Arten von Länderkämpfen:
1. Vergleiche mit einer Mischung von Disziplinen aus dem allgemeinen leichtathletischen Programm
Jede Nation war in der Regel mit zwei Athleten je Disziplin vertreten. Bei den Männern waren hier zwanzig Wettbewerbe zum Standard geworden. Allerdings wurden die beiden Langstrecken über 5000 und 10.000 Meter inzwischen verkürzt als Rennen über 3000 und 5000 Meter durchgeführt. Aus dem olympischen Wettbewerbskatalog fehlten demnach in der Regel nur der 10.000-Meter-Lauf, der Marathonlauf, die beiden Gehwettbewerbe und der Zehnkampf.
Der Länderkampfdisziplinkatalog bei den Frauen hatte bis 1968 standardmäßig aus elf Disziplinen bestanden und war mit den damals bei Olympischen Spielen angebotenen Frauenwettbewerben identisch. Von 1969 an gab es hier Veränderungen: Mit dem 1500-Meter-Lauf sowie der 4-mal-400-Meter-Staffel wurden zwei neue Wettbewerbe, die bei den Europameisterschaften 1969 in das Programm aufgenommen worden waren, mit in den Katalog der Frauenländerkämpfe integriert. Damit erhöhte sich die Zahl der Disziplinen auf dreizehn. Neu hinzu kamen nun immer häufiger auch Rennen über 3000 Meter und 400 Meter Hürden, zwei Laufdiszipziplinen, die im Vorjahr olympisch geworden waren. In Angleichung an das Männerprogramm wurde der 3000-Meter-Lauf 1996 durch den 5000-Meter-Lauf abgelöst.
In seltenen Fällen gab es in Länderkämpfen sowohl bei den Frauen als auch bei den Männern Abweichungen vom Standard in Form von Hinzunahme oder Weglassen einzelner Disziplinen.
2. Vergleiche im Mehrkampf – bei den Frauen im Siebenkampf, bei den Männern im Zehnkampf
Die Zahl der Vertreter je Land war dabei nicht standardisiert. In der Regel wurden von den gestarteten Teilnehmern nicht alle gewertet. Bei vier Vertretern je Disziplin beispielsweise wurden meist die drei Besten gewertet.
3. Vergleiche der Geher
Diese Begegnungen fanden bei den Männern meist in Form von Straßengehen statt. Es kamen zwei Disziplinen zur Austragung, ein Wettkampf über 20 Kilometer und ein Wettkampf über eine längere Distanz, die manchmal über 35 und manchmal über 50 Kilometer führte. Der Trend ging hier jedoch eindeutig zur Distanz von 35 Kilometern.
1976 kam das Gehen auch für die Frauen ins Länderkampfprogramm. Ausgetragen wurde dabei anfangs ein Wettbewerb über 5000 Meter, 1976 auf der Straße, später wechselweise auf der Bahn oder auf der Straße. Es gab dann auch Wettbewerbe über eine Streckenlänge von zehn Kilometern. Das Gehen für Frauen hatte inzwischen Fuß gefasst in der Leichtathletik. Bei Olympischen Spielen gab es 1992 in Barcelona zum ersten Mal einen Geher-Frauenwettbewerb, bei Europameisterschaften war das schon in 1986 in Stuttgart zum ersten Mal der Fall.
Bezüglich der Teilnehmerzahl je Land und Wettbewerb wurde verfahren wie in den Mehrkämpfen.
4. Vergleiche im Straßenlauf
Bis einschließlich 1980 wurde ein Rennen über dreißig Kilometer ausgetragen. 1981 war die Streckenlänge auf 25 Kilometer gekürzt worden, 1982 fand das Rennen noch einmal über dreißig Kilometer statt. Auch hier wurde bezüglich der Teilnehmerzahl je Land verfahren wie in den Mehrkämpfen. Ab 1982 trugen auch die Frauen Straßenlauf-Länderkämpe über 25 Kilometer aus und die Männern starteten nach 1982 in der Regel nun ebenfalls über diese etwas kürzere Distanz. Für die Frauen wurde die Streckenlänge 1987 auf fünfzehn Kilometer verkürzt.
5. Vergleiche im Marathonlauf.
Bezüglich der Teilnehmerzahl je Land wurde hier ebenfalls verfahren wie in den Mehrkämpfen. Die letzte Austragung eines Marathonlauf-Länderkampfs hatte es allerdings 1979 gegeben, lag also bereits acht Jahre zurück.
6. Vergleiche im Halbmarathon.
Diese Länderkampfform wurde 1982 zum ersten Mal ausgetragen, und zwar als Wettbewerb für Frauen. Bezüglich der Teilnehmerzahl je Land wurde hier verfahren wie in den Mehrkämpfen. Halbmarathonlauf-Länderkämpfe fanden ebenso wie Vergleiche im Marathonlauf und im Springen in diesem Jahr nicht statt. Zuletzt hatte 1982 ein Halbmarathonlauf als Länderkampf auf dem Programm gestanden.
7. Vergleiche mit den alleinigen Disziplinen Sprung und Wurf/Stoß.
Dieses Format gab es 1986 und 1987 als gemeinsamen Vergleich nicht. Die Werfer trugen alleine dagegen auch in diesem Jahr Länderkämpfe aus.
8. Vergleiche mit der alleinigen Disziplin Lauf.
Diese Art von Länderkämpfen war 1984 zum ersten Mal durchgeführt worden. Danach gab es bislang keine reinen Läufervergleiche.
9. Vergleiche im Crosslauf
Diese Länderkampfform wurde in der Saison 1985 zum ersten Mal ausgetragen. Die Streckenlängen waren bei bis zu 9000 Metern für Frauen und Männer unterschiedlich. Bezüglich der Teilnehmerzahl je Land wurde verfahren wie in den Mehrkämpfen. 1986 und 1987 fanden keine Crosslauf-Länderkämpfe statt.

## Austragungsform und Wertungsmodus
In der Vergangenheit wurden Länderkämpfe mit dem allgemeinen leichtathletischen Programm in der Regel mit zwei Vertretern pro Land und Disziplin durchgeführt. In einigen Vergleichen wurden wie schon in den Jahren zuvor drei Teilnehmer je Land und Wettbewerb eingesetzt. Die Regeln zur Punktevergabe wurden dabei durchgängig so angewendet, dass der Letztplatzierte einen Punkt erhielt, die weiteren Athleten in den Platzierungen jeweils aufwärts bis hin zu Rang zwei einen Punkt mehr. Der Erstplatzierte bekam zwei Punkte mehr gutgeschrieben als der Athlet auf Platz zwei. Für Länderkämpfe mit zwei Vertretern je Land und Disziplin bedeutete das: Platz 1: 5 P, Pl. 2: 3 P, Pl. 3: 2 P, Pl. 4: 1 P. Bei drei Vertretern je Land und Disziplin ergab sich folgende Punktevergabe: Platz 1: 7 P, Pl. 2: 5 P, Pl. 3: 4 P, Pl. 4: 3 P, Pl. 5: 2 P, Pl. 6: 1 P. Für die Staffeln gab es durchgängig fünf zu zwei Punkte.
Die Regeln zur Punktevergabe wurden ohne Ausnahme nach diesem standardisierten Wertungssystem angewendet. In weiteren Begegnungen mussten aufgrund anderer Rahmenbedingungen – mehr als zwei Teilnehmer je Nation in der Wertung oder mehr als ein Gegnerland – andere Regeln zur Punktevergabe zur Anwendung kommen. In den Mehrkämpfen wurden die Begegnungen entweder wie in anderen Begegnungen über die Platzierungen oder die Addition der im Wettkampf erzielten Punkte gewertet. Ähnlich wurde in den Straßenlauf-Länderkämpfen verfahren. Dort wurde entweder über die Platzierungen oder über die Addition der erzielten Zeiten gewertet.

## Zahl der Länderkämpfe
In diesem Jahr gab es bei Frauen und Männern je eine Veranstaltung, in denen mehr als zwei Nationen antraten, die jedoch nicht gemeinsam wie in einem Drei- bzw. Vierländerkampf gewertet wurden. Stattdessen wurden hier in einer gemeinsamen Austragung jeweils getrennte Zweierwertungen vorgenommen. In diesen Ansetzungen wurden somit mehrere Länderkämpfe gleichzeitig in gemeinsamer Durchführung ausgetragen. So kommen in der Zählung in diesem Jahr insgesamt achtzehn Länderkämpfe bei nur sechzehn Veranstaltungen zustande.

## Werfer-Länderkämpfe der Männer gegen Bulgarien und gegen Ungarn
In der ersten Länderkampfveranstaltung des Jahres 1987 wurden am 16. Mai zwei Ländervergleiche gemeinsam in getrennter Wertung ausgetragen. Die bundesdeutschen Werfer traten hier gegen Bulgarien und gegen Ungarn an. Veranstaltungsort war mit Plowdiw die zweitgrößte Stadt Bulgariens. Gegen beide Kontrahenten hatte es zuvor noch keine offiziell gewerteten Begegnungen der Werfer gegeben. Allerdings hatte 1972 ein kombinierter Wettkampf der Hochspringer und Werfer stattgefunden, dessen inoffizielle Teilbereichswertung für die Kategorie Wurf/Stoß an die Bundesrepublik Deutschland gegangen war. Hier in Plowdiw gestalteten die bundesdeutschen Vertreter beide Länderkämpfe erfolgreich. Gegen Bulgarien siegten sie mit 54 zu 34 Punkten und gegen Ungarn mit 53 zu 35 Punkten. Auch die Werferinnen führten am selben Tag und selben Ort einen Länderkämpf durch.

## Werfer-Länderkämpfe der Frauen gegen Bulgarien und gegen Ungarn
Auch die bundesdeutschen Werferinnen traten wie ihre männlichen Kollegen am 16. Mai in Plowdiw in den Länderkämpfen Nummer zwei und drei gegen Bulgarien und in getrennter Wertung gegen Ungarn an. Diese Begegnungen gab es wie den Männern jeweils zum ersten Mal. Ebenfalls wie bei den Männern hatte 1972 ein kombinierter Wettkampf der Hochspringerinnen und Werferinnen stattgefunden, dessen inoffizielle Teilbereichswertung für die Kategorie Wurf/Stoß die bundesdeutschen Vertreterinnen für sich entschieden hatten. Außerdem hatte es 1974 ein Aufeinandertreffen der Springerinnen und Werferinnen gegeben, in dem Ungarn auch im nicht offiziell gewerteten Teilbereich Wurf/Stoß mehr Punkte erzielt hatte als die Bundesrepublik. In Plowdiw lag Bulgarien gegen die Bundesrepublik mit vierzig zu 25 Punkten am Ende klar vorn. Gegen Ungarn gab es mit 33 zu 33 Punkten eines der in einem Leichtathletikländerkampf ganz seltenen Unentschieden.

## Leichtathletik-Länderkampf der Männer gegen Schweden, die Schweiz und Ungarn
Im fünften Vergleich stand die erste Begegnung mit dem allgemeinen leichtathletischen Programm in dieser Saison an. In Lüdenscheid trafen sich am 18. Juni dazu in einem Vierländerländerkampf die Athleten aus der Bundesrepublik, Schweden, der Schweiz und Ungarn. Das Aufeinandertreffen fand in dieser Form zum ersten Mal statt. In Zweiländerkämpfen lautete die Bilanz gegen Schweden sechs zu vier für Deutschland, die letzte Begegnung hatte es 1965 gegeben. Gegen die Schweiz als alleinigem Gegner hatten zuvor 31 Vergleiche – zuletzt 1976 – stattgefunden, dreißig davon hatte Deutschland für sich verbuchen können. Auf Ungarn waren die deutschen Leichtathleten neun Mal getroffen und hatten dabei acht Siege erzielt, den letzten im Vorjahr. Den Länderkampf in Lüdenscheid beendeten die bundesdeutschen Sportler mit einem deutlichen Sieg. Mit 247 Punkten hatten sie achtzig Punkte Vorsprung vor den zweitplatzierten Ungarn. Dreizehn Punkte hinter Ungarn kam Schweden auf den dritten Platz. Weitere vierzehn Punkte dahinter wurde die Schweiz Vierter.
Die Frauen trugen parallel am selben Ort ebenfalls einen Vierländerkampf mit denselben Nationen aus.

## Leichtathletik-Länderkampf der Frauen gegen Schweden, die Schweiz und Ungarn
Den sechsten Vergleich bestritten die bundesdeutschen Frauen, die sich wie die Männer m 18. Juni in Lüdenscheid zu einem Vierländerländerkampf mit Schweden. der Schweiz und Ungarn trafen. Die Konstellation mit dieser Gegnerschaft gab es auch bei den Frauen zum ersten Mal.
Zweiländerkämpfe gegen Schweden hatten die bundesdeutschen Frauen bisher nicht ausgetragen, zwei Begegnungen unter Beteiligung weiterer Länder hatten 1957 und 1974 stattgefunden, die Deutschland jeweils für sich entschieden hatte. Auf die Schweiz waren die bundesdeutschen Sportlerinnen in Zweiländerkämpfen sieben Mal getroffen. Alle Wettkämpfe waren an die Bundesrepublik gegangen, zuletzt 1976. Auch gegen Ungarn war die Bilanz der bisherigen sechs Aufeinandertreffen mit sechs zu null makellos.
In Lüdenscheid beendeten die bundesdeutschen Leichtathletinnen den Vergleich mit 206 Punkten siegreich. Mit deutlichem Rückstand folgte Ungarn 66 Punkte dahinter auf Rang zwei vor den weiteren 35 Punkte zurückliegenden Schweizerinnen. Schweden belegte weitere 27 Punkte dahinter den vierten und letzten Platz.

## Leichtathletik-Länderkampf der Männer gegen Frankreich und Polen
Eine Woche später bestritten im siebten Saisonvergleich die bundesdeutschen Männer einen weiteren Vergleich mit dem allgemeinen leichtathletischen Programm. In Versailles waren am 27. Juni Frankreich und Polen die Kontrahenten. In einem Dreiländerkampf waren diese drei Länder bisher nicht aufeinander getroffen. Als Einzelgegner waren die bundesdeutschen Athleten Frankreich bereits 27 Mal begegnet, immer hatte Deutschland dabei vorne gelegen. Gegen Polen hatten die bundesdeutschen Vertreter mit sieben zu acht bei einem Unentschieden in Zweiländerkämpfen eine negative Bilanz. Darüber hinaus hatte es 1981 eine Begegnung unter zusätzlicher Beteiligung Großbritanniens gegeben, die Deutschland gewonnen hatte. 1986 hatten Frankreich, Polen und die Bundesrepublik unter Beteiligung einer weiteren Nation außerdem einen U-22-Vierländerkampf ausgetragen, den Deutschland für sich entschieden hatte.
Die diesjährige Begegnung sicherten sich die bundesdeutschen Sportler mit 166 Punkten. Frankreich kam mit 150 Punkten auf den zweiten Platz. Polen wurde mit 93 Punkten etwas abgeschlagen Dritter, was auch daran lag, dass Polen in fünf Disziplinen mit nur einem Vertreter antrat.
Auch die Frauen führten parallel am selben Ort einen Dreiländerkampf durch.

## Leichtathletik-Länderkampf der Frauen gegen Frankreich und Polen
Den achten Länderkampf des Jahres 1987 bestritten die bundesdeutschen Frauen parallel mit ihren männlichen Kollegen am 27. Juni in Versailles ebenfalls gegen Frankreich und Polen. In gemeinsamer Wertung waren die drei Länder bisher nicht aufeinander getroffen. Im Vorjahr hatte es eine Veranstaltung gegeben, in der die bundesdeutschen Athletinnen gegen Frankreich und Polen sowie gegen einen weiteren Gegner drei Zweiländerkämpfe durchgeführt hatten. Dabei handelte es sich um das letzte Aufeinandertreffen der Bundesrepublik mit Frankreich und mit Polen. Deutschland hatte diese Begegnungen jeweils für sich entschieden. Die Gesamtbilanz gegen Frankreich lautete drei zu null und gegen Polen elf zu fünf für die Bundesrepublik. Den Vergleich hier in Versailles gewannen die bundesdeutschen Sportlerinnen mit 139,5 Punkten. Mit 120,5 Punkten belegte Frankreich Rang zwei. Deutlich dahinter wurde Polen mit 66,0 Punkten Dritter und Letzter. Wie bei den Männern trat Polen in zahlreichen Wettbewerben nicht in kompletter Besetzung an. In acht Disziplinen verzichtete das Team auf eine zweite Vertreterin. Der Erfolg in Versailles war schon der letzte Länderkampfsieg der bundesdeutschen Frauen in diesem Jahr.

## Zehnkampf-Länderkampf der Männer gegen die Sowjetunion
Im neunten Länderkampf stand wieder ein Zehnkampf gegen die Sowjetunion an. Schon sechzehn Begegnungen zwischen den beiden Teams hatte es gegeben. Dreizehn sowjetischen Siegen standen nur drei bundesdeutsche Erfolge gegenüber. In diesem Jahr wurde die Begegnung am 16./17. Juli im estnischen Tallinn ausgetragen. Wieder gewann die Sowjetunion, diesmal mit 36.965 zu 35.205 Punkten. Die Mehrkämpferinnen der beiden Länder trafen sich an denselben beiden Tagen ebenfalls in Tallinn zu einem eigenen Vergleich.

## Siebenkampf-Länderkampf der Frauen gegen die Sowjetunion
Den zehnten Länderkampf des Jahres 1987 bestritten die bundesdeutschen Siebenkämpferinnen parallel mit ihren männlichen Mehrkampfkollegen am 16./17. Juli ebenfalls gegen die Sowjetunion. Gastgeber war auch dabei Tallinn. Es war das siebzehnte Aufeinandertreffen der sowjetischen und deutschen Frauen in einem Mehrkampf, zugleich das sechste in einem Siebenkampf, nachdem es zuvor elf Begegnungen als Siebenkampf gegeben hatte. Die Gesamtbilanz lautete zwölf zu vier für die Sowjetunion. Wie bei den Männern endete der Länderkampf mit einer bundesdeutschen Niederlage. Mit 25.616 zu 29.526 Punkten lag die Sowjetunion am Ende sehr deutlich vorn.

## Straßenlauf-Länderkampf der Männer gegen die Niederlande, Frankreich und die Schweiz
Als elfter Länderkampf des Jahres wurde am 25. Juli die traditionelle Begegnung der bundesdeutschen Straßenläufer mit den Niederlanden, Frankreich und der Schweiz im niederländischen Winschoten ausgetragen. Begonnen hatte diese Vergleichsserie mit den drei Ländern Schweiz, Bundesrepublik Deutschland und Niederlande. 1981 war er erweitert worden durch die Teilnahme von Italien und Österreich. 1982 kam als sechster Teilnehmer noch Frankreich hinzu. 1983 nahm anstelle von Österreich ein Team aus Belgien teil. In diesem Jahr traf die Bundesrepublik Deutschland auf Frankreich, die Niederlande und die Schweiz. Italien war dagegen seit 1985 nicht mehr dabei. In den ersten elf Begegnungen hatten immer die bundesdeutschen Läufer vorne gelegen, doch von 1974 bis 1977 hatte sich vier Mal in Folge das Team aus der Schweiz vor der bundesdeutschen Mannschaft durchgesetzt. 1978 war diese Serie durch den zwölften Sieg des bundesdeutschen Teams gestoppt worden. 1979 hatten die niederländischen Läufer ihren ersten Sieg in diesen Länderkämpfen feiern können. 1980 hatte mit dem insgesamt dreizehnten Erfolg in dieser Serie erneut das bundesdeutsche Team vorn gelegen und in den nächsten vier Jahren hatte sich immer Neuling Italien durchgesetzt. 1985 und 1986 gab es mit Frankreich einen neuen Sieger. Auch 1987 triumphierte Frankreich in 5:01:19 h. Platz zwei belegte die Niederlande in 5:04:15 h. In 5:04:30 h kam die im Vorjahr noch zweitplatzierte Bundesrepublik Deutschland auf den dritten Platz und die Schweiz wurde in 5:11:11 h Vierter.
Auch die Frauen führten am selben Tag und selben Ort einen Straßenlauf-Länderkampf durch.

## Straßenlauf-Länderkampf der Frauen gegen die Niederlande, Frankreich und die Schweiz
Im zwölften Saisonvergleich starteten die Straßenläuferinnen wie die Männer am 25. Juli in Winschoten gegen die Niederlande, Frankreich und die Schweiz. Die Begegnung wurde nun zum vierten Mal ausgetragen, zwischenzeitlich war auch Italien ein Teilnehmerland. 1983 war anstelle der Schweiz Belgien dabei gewesen. Wie bei den Männern fehlte auch hier das 1983 siegreiche Italien. In Winschoten setzten sich wie bei den Männern die Französinnen in glatten 2:32 h durch. Mit etwas mehr als eineinhalb Minuten Rückstand folgten die Schweizerinnen wie im Vorjahr auf Rang zwei. Eine gute weitere Minute dahinter wurden die bundesdeutschen Läuferinnen Dritte und verbesserten sich damit gegenüber 1986 um einen Rang. Die niederländischen Gastgeberinnen belegten nur weitere siebzehn Sekunden zurück den vierten Platz.

## U-22-Leichtathletik-Länderkampf der Männer gegen Polen, Spanien und die Tschechoslowakei
Der dreizehnte Länderkampf des Jahres 1987 war wieder ein Vierländervergleich für männliche Sportler aus der Altersgruppe U22 mit einem allgemeinen leichtathletischen Programm. Die Gegner kamen aus Polen, Spanien und der Tschechoslowakei. Im Vorjahr war anstelle von Spanien ein Team aus Frankreich beim damaligen U22-Vierländerkampf dabei gewesen. Die Bundesrepublik hatte hinter Frankreich den zweiten Platz belegt. U22-Vergleiche waren 1986 zum ersten Mal ausgetragen worden. In ähnlicher Form waren allerdings vorher schon sogenannte Nachwuchs-Länderkämpfe durchgeführt worden, unter anderem 1978 gegen Frankreich und 1981 gegen Italien. In diesem Jahr traten die U22-Athleten am 8. August in der polnischen Stadt Krakau an. Polen gewann mit genau zweihundert Punkten. Das 1986 siegreiche bundesdeutsche Team erzielte 184 Punkte und belegte damit Rang zwei. Mit 152,5 Punkten kam Spanien auf Platz drei. Die Tschechoslowakei wurde mit 122,5 Punkte Vierter.
Die weiblichen U22-Leichtathletinnen führten am selben Ort parallel ebenfalls einen Vierländerkampf durch.

## U-22-Leichtathletik-Länderkampf der Frauen gegen Polen, Großbritannien und Spanien
Auch für den weiblichen Nachwuchs gab es im vierzehnten Saisonvergleich am 8. August in Krakau einen Länderkampf der Altersgruppe U-22. Andere als U-22-Nachwuchsvergleiche waren für Frauen und Juniorinnen bislang nicht ausgetragen worden, aber im Vorjahr hatte es einen ersten U-22-Vergleich gegen Frankreich, Polen und die Tschechoslowakei gegeben. In diesem Jahr kamen die Gegner in Krakau aus Polen, Großbritannien und Spanien. Die Britinnen lagen mit 157 Punkten am Ende vorn. Mit 143,5 Punkten kam Polen auf den zweiten Platz. Die Bundesrepublik Deutschland belegte mit 121,5 Punkten wie bei den Männern Rang drei. Mit nur 53 Punkten wurde Spanien Vierter und Letzter.
In Fürth fanden am selben Tag zwei weitere Vergleiche der Geherinnen und Geher statt.

## Geher-Länderkampf der Männer gegen Polen, die Tschechoslowakei, Ungarn und die USA
Im fünfzehnten Vergleich traten zum ersten Mal in dieser Saison die Geher zu einem Länderkampf an. Frauen und Männer bestritten in diesem Jahr im Gehsport insgesamt vier Begegnungen an zwei Orten, weitere Vergleiche sollten also noch folgen. Am 8. August trafen nun in Fürth die Männer auf Polen, die Tschechoslowakei, Ungarn und die USA. In dieser Zusammensetzung der teilnehmenden Länder hatte zuvor noch kein Aufeinandertreffen stattgefunden. Mit 66 Punkten erwiesen sich die polnischen Vertreter am stärksten, Ungarn belegte mit sechzig Punkten knapp dahinter den zweiten Platz. Die Tschechoslowakei wurde mit 44 Punkten Dritter. Die Bundesrepublik Deutschland fand sich mit 41 Punkten auf Rang vier wieder und die USA kam mit 32 Punkten auf den fünften und letzten Platz.
Auch die Geherinnen führten am selben Tag und selben Ort einen Länderkampf durch.

## Geher-Länderkampf der Frauen gegen Polen, die Tschechoslowakei, Ungarn und die USA
Im sechzehnten Vergleich traten die Geherinnen wie ihre männlichen Kollegen 8. August in Fürth gegen Polen, die Tschechoslowakei, Ungarn und die USA an. Auch für die Frauen war es die erste Begegnung in dieser Konstellation. Das Resultat sah ganz anders aus als bei den Männern. Mit 36 Punkten bei nur einem Punkt Vorsprung beendete Ungarn das Aufeinandertreffen siegreich. Zweite wurden die US-Amerikanerinnen vor den bundesdeutschen Vertreterinnen, die zwölf Punkte weniger auf ihrem Konto sammelten als die USA. Weitere zwei Punkte dahinter belegte Polen Rang vier. Deutlich abgeschlagen mit einem Rückstand von weiteren fünfzehn Punkten wurden die Polinnen Fünfte und Letzte.

## Geher-Länderkampf der Männer gegen Frankreich und Großbritannien
Auch im siebzehnten Vergleich des Jahres 1987 waren wieder die Geher aktiv. Am 26. September, dem letzten Länderkampftag in dieser Saison, trafen die Männer in der nordwestlich von Paris gelegenen Stadt Osny auf Frankreich und Großbritannien. Gemeinsam waren diese drei Länder in einem Wettkampf der Geher noch nicht gegeneinander angetreten. Einzeln hatte es jedoch schon Begegnungen gegeben. Neun Geher-Länderkämpfe hatten die Bundesrepublik und Frankreich miteinander bestritten, fünf Mal hatte Deutschland, vier Mal Frankreich gesiegt. Sieben Mal waren sich die Bundesrepublik und Großbritannien begegnet, dabei hatten die bundesdeutschen Geher sechs Mal vorne gelegen. Außerdem hatte es Geher-Vergleiche mit unterschiedlichen Ausgängen mit Frankreich und Großbritannien unter Beteiligung weiterer Nationen gegeben. In Osny mussten die bundesdeutschen Geher auch in ihrem zweiten Länderkampf in dieser Saison eine Niederlage hinnehmen. Mit 37 Punkten setzte sich Frankreich vor den Briten durch, die auf 28 Punkte kamen. Nur einen Punkt zurück kam die Bundesrepublik Deutschland auf den dritten Platz.
Auch die Geherinnen bestritten am selben Tag und selben Ort wieder einen eigenen Länderkampf.

## Geher-Länderkampf der Frauen gegen Frankreich und Großbritannien
Der achtzehnte und letzte Saisonvergleich blieb den Geherinnen vorbehalten, die parallel zu ihren männlichen Kollegen am 26. September in Osny ebenfalls gegen Frankreich und Großbritannien antraten. Auch bei den Frauen war die gemeinsame Begegnung dieser drei Nationen eine Premiere. Zweiländerkämpfe mit Frankreich hatten zuvor schon sieben Mal stattgefunden. Vier zu drei lautete die Bilanz für Frankreich. Auch mit Beteiligung weiterer Länder waren die französischen und bundesdeutschen Geherinnen bereits aufeinander getroffen. Meist hatte Frankreich dabei vor der Bundesrepublik gelegen. Mit Großbritannien trugen die deutschen Frauen hier ihren ersten Vergleich überhaupt aus. Der Ausgang der Frauenbegegnung zwischen den drei Ländern hier in Osny war noch enger als der bei den Männern. Allerdings kam die Bundesrepublik auch dabei auf den letzten Platz. Die Britinnen gewannen mit siebzehn Punkten vor den zwei Punkte zurückliegenden Französinnen. Die bundesdeutschen Teilnehmerinnen hatten einen weiteren Punkt Rückstand auf Frankreich.